# Mariusz Broszkiewicz
Mariusz Broszkiewicz (ur. w 1959 w Radomsku) – polski fotograf. Członek Towarzystwa Fotograficznego im. Edmunda Osterloffa w Radomsku. Członek Bełchatowskiego Towarzystwa Fotograficznego.

## Działalność
Mariusz Broszkiewicz mieszka i pracuje w Radomsku, jest autorem i współautorem wielu wystaw fotograficznych; indywidualnych i zbiorowych, w Polsce i za granicą; poplenerowych oraz pokonkursowych. Bierze aktywny udział w konkursach fotograficznych, zdobywając wiele nagród, wyróżnień, dyplomów, listów gratulacyjnych. Jest współautorem zdjęć do albumów „Kolory Prawosławia – Polska” i „Kolory Prawosławia – Rosja”.
Jest organizatorem i uczestnikiem (prowadzącym) wielu spotkań, warsztatów i plenerów fotograficznych. Jest współorganizatorem, członkiem oraz prezesem Zarządu Ogólnopolskiej Fotograficznej Grupy Twórczej Art Fokus13, członkiem Towarzystwa Fotograficznego im. Edmunda Osterloffa w Radomsku, członkiem Bełchatowskiego Towarzystwa Fotograficznego, honorowym członkiem Myślenickiej Grupy Fotograficznej „MGfoto”, członkiem Jurajskiej Grupy Fotograficznej „Oko”, członkiem kieleckiego stowarzyszenia „CKfoto”.
Mariusz Broszkiewicz został przyjęty w poczet członków Fotoklubu Rzeczypospolitej Polskiej Stowarzyszenia Twórców. Decyzją Komisji Kwalifikacji Zawodowych Fotoklubu RP, otrzymał dyplom potwierdzający kwalifikacje do wykonywania zawodu artysty fotografa, fotografika (legitymacja nr 211). Był członkiem Zarządu Fotoklubu Rzeczypospolitej Polskiej w Warszawie. Był członkiem honorowym Fotoklubu RP Regionu Świętokrzyskiego w Kielcach. Prace Mariusza Broszkiewicza zaprezentowano w Almanachu (1995–2017), wydanym przez Fotoklub Rzeczypospolitej Polskiej Stowarzyszenie Twórców. W 2021 usunięty z listy członków Fotoklubu RP, wskutek niewywiązywania się z obowiązków statutowych członków stowarzyszenia.

## Wybrane wystawy indywidualne
- „Misterium Męki Pańskiej”; Galeria TF MBP (Radomsko 2004)
- „Konie … i nie tylko”; Galeria JTF (Jelenia Góra 2005)
- „Cztery Pory Roku”; Galeria MDK (Radomsko 2005)
- „Przebudzenie”; Galeria TF MB (Radomsko 2006)
- „Obiektywni”; Galeria TF MB (Radomsko 2007)
- „Przyroda w obiektywie”; Galeria LO I (Radomsko 2007)
- „W kolorze sepii”; Galeria TF MB (Radomsko 2008)
- „Lazur wody – błękit nieba”; Galeria TF MB (Radomsko 2010)
- „W obłokach kurzu, w promieniach światła”; Galeria Dom Muz (Toruń 2012)
- „W pędzącym tabunie – zapis chwil ulotnych”; Galeria Rotunda (Bytom 2012)
- „W gonitwie życia”; PGE GiEK SA Oddział Elektrownia (Bełchatów 2013)
- „Wśród ostańców”; Galeria Zamknięta (Warszawa 2013)[21]
- „Zauroczenie”; Galeria Zamknięta (Warszawa 2013)
- „Rozmowa z Bogiem”; Galeria MBP (Myślenice 2013)
- „Smak wolności”; Galeria Zamknięta (Warszawa 2013)
- „Kolory jesieni”; Galeria Zamknięta (Warszawa 2013)
- „W Polskę jedziemy”; Galeria TF MB (Radomsko 2013)
- „Gdzie bywali królowie”; Galeria UG (Kruszyna 2015)[22]
- „Po drugiej stronie furty”; Galeria „U Musa” (Karpacz 2016)[23]
- „Po drugiej stronie furty”; Galeria Fokus (jelenia Góra 2016)
- „W grzywie wiatr, w kopytach magia”; Galeria MBP (Brzeziny 2016)[24]
- „W ciszy monasteru"; Galeria „Mimichodem" (Jelenia Góra 2017)

Źródło